# Nikola IV. Blagajski
Nikola IV. Blagajski (? - ?, oko 1400.), hrvatski velikaš iz slavonske velikaške obitelji knezova Blagajskih. Bio je jedan od sinova kneza Dujma Blagajskog († oko 1370.) koji je uspješnom politikom uspio podići moć svoje grane Babonića i proširiti obiteljske posjede. Knez Nikola IV. je nastavio očevu politiku, zajedno sa svojom braćom.
Godine 1350. sudjelovali su knezovi Ivan III. i Nikola IV. u vojnom pohodu kralja Ludovika I. u Apuliji te je tom prilikom smrtno stradao Ivanov sin Petar II., ali i brojni drugi rođaci knezova Babonića te drugi plemići i familijari u njihovoj pratnji.
Godine 1370. knez Pavao Babonić od Krupe oporučno je imenovao svoje nećake knezove Ivana III., Nikolu IV., Babonega IV. i Stjepana VII. svojim nasljednicima ukoliko umre bez muških potomaka.
Nikola IV. oženio je pripadnicu nižeg plemstva, Maju Ratetić s kojom je imao trojicu sinova: Ladislava, Antuna I. i Ivana IV.

## Vanjske poveznice
- Babonići Hrvatska enciklopedija
- Babonići Hrvatski biografski leksikon